# Ripley's Game
Ripley's Game: En man med onda avsikter (originaltitel: Ripley's Game) är en italiensk-brittisk-amerikansk film från 2002 i regi av Liliana Cavani. I huvudrollerna spelar bland andra John Malkovich, Dougray Scott och Ray Winstone. Filmen är byggd på Patricia Highsmiths roman med samma titel.
Filmen hade svensk premiär den 11 juli 2003.

## Handling
John Malkovich spelar Tom Ripley, en rik amerikan som slagit sig ner i Venetien i Italien. Han blir inblandad i ett mord, delvis för att få spänning i tillvaron. I filmen som utspelas i Tyskland lurar han en dödssjuk familjefar till att mörda för att dennes familj skall få pengar att leva för.

## Övrigt
Filmen är en nyinspelning av Wim Wenders västtysk-amerikanska succéfilm Den amerikanske vännen (Der amerikanicher Freund) från 1976 med Dennis Hopper och Bruno Ganz i huvudrollerna. Flera andra filmer med den fiktive Tom Ripley har också spelats in genom åren, men Ripley's Game och Den amerikanske vännen skiljer sig åt endast i mindre detaljer.

## Rollista
| Ray Winstone     | – Reeves             |
| John Malkovich   | – Tom Ripley         |
| Uwe Mansshardt   | – Terry              |
| Hanns Zischler   | – Art Dealer         |
| Paolo Paoloni    | – Franco             |
| Maurizio Lucà    | – Franco's Assistant |
| Dougray Scott    | – Jonathan Trevanny  |
| Evelina Meghnagi | – Maria              |
| Chiara Caselli   | – Luisa Harari       |
| Lena Headey      | – Sarah Trevanny     |
| Sam Blitz        | – Matthew Trevanny   |